# Jakarta
Jakarta (també Jakarta en indonesi), antigament Batàvia, és la capital i la ciutat més poblada d'Indonèsia. Jakarta es troba a l'illa de Java i és també una província amb estatus especial (Daerah Khusus Ibukota Jakarta), amb una superfície de 661,52 km² on es concentra una població de 9.588.198 persones, sumant fins a 18,6 milions la població de tota la seva àrea metropolitana. Jakarta és l'onzena ciutat més poblada del planeta i la seva àrea metropolitana és coneguda com a Jabodetabek. És el centre polític, industrial i financer del país.
La ciutat va ser coneguda al llarg de la seva història com Sunda Kelapa (397-1527), Jayakarta (1527-1619), Batàvia (1619-1942) i Djakarta (1942-1972). En el segle v on ara hi ha la ciutat de Jakarta hi havia el port del regne hindú de Sunda anomenat Kalapa. Els primers europeus que la van visitar van ser els portuguesos, al segle xvi. El 1527 la ciutat va ser conquerida pel rei Fatahillah i va canviar el seu nom pel de Jayakarta que significa "victoriosa i pròspera". Els holandesos van apoderar-se de la ciutat el 1619 i li van canviar el nom pel de Batàvia que és el nom llatí dels Països Baixos. Va ser la capital de la colònia i hi va prosperar el comerç. Quan el 1942 els japonesos prengueren possessió de la ciutat la reanomenaren Jakarta. L'any 1949 una vegada proclamada la independència d'Indonèsia, Jakarta en va ser la capital.
Els seus principals mitjans de transport amb l'exterior són l'Aeroport Internacional Soekarno-Hatta i el port marítim Tanjung Priok. Des de 2004, i sota el govern de Sutiyoso, la ciutat va estrenar un nou sistema d'autobusos anomenat "TransJakarta" i el 2007 va veure com era abandonat el seu monorail. A Jakarta es troba la Borsa de Jakarta, el Banc d'Indonèsia i el Monument Nacional o Tugu Mones, la torre que simbolitza la independència d'Indonèsia.
Essent el centre polític i econòmic Jakarta atrau molts immigrants i, per tant, té un aspecte cosmopolita molt destacat. Hi ha una comunitat xinesa vinguda fa diversos segles i, en nombre, arriba a representar un 10% de la població. En l'àmbit de la cultura, té una especial importància la difusió de la música tradicional, també entre els turistes. Pel que fa a l'educació, destacar la dotzena d'universitats que són responsables de l'educació superior.

## Història

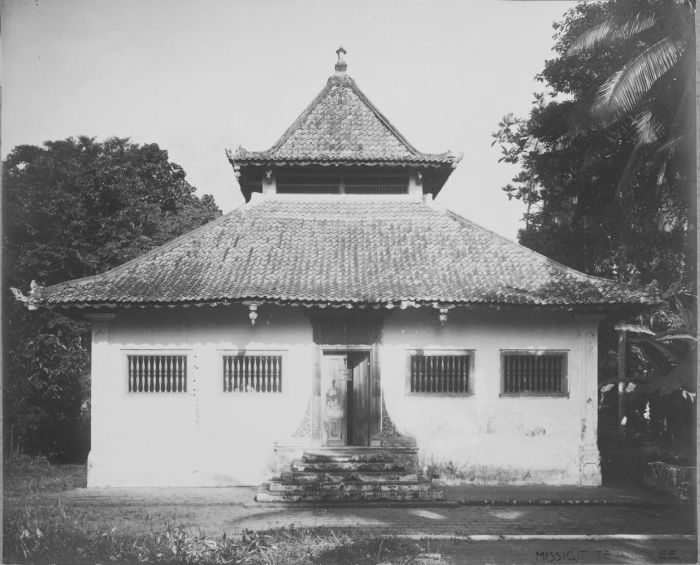
Mesquita a l'antiga Batàvia, 1900-1940

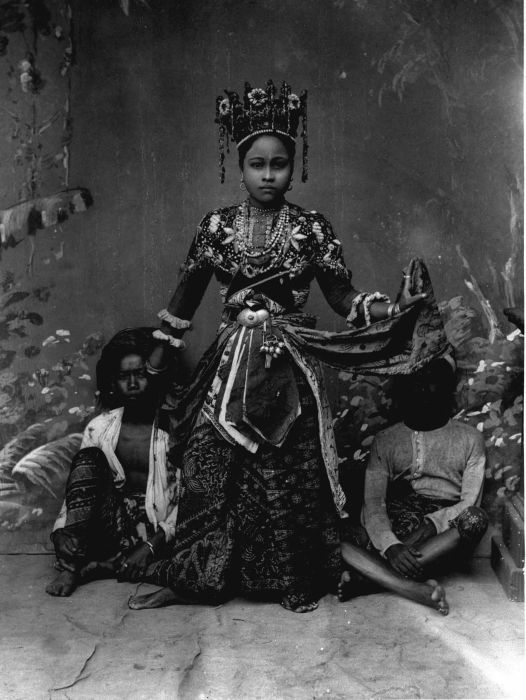
Balladora de Ronggeng, dansa local, Batàvia 1875-1885

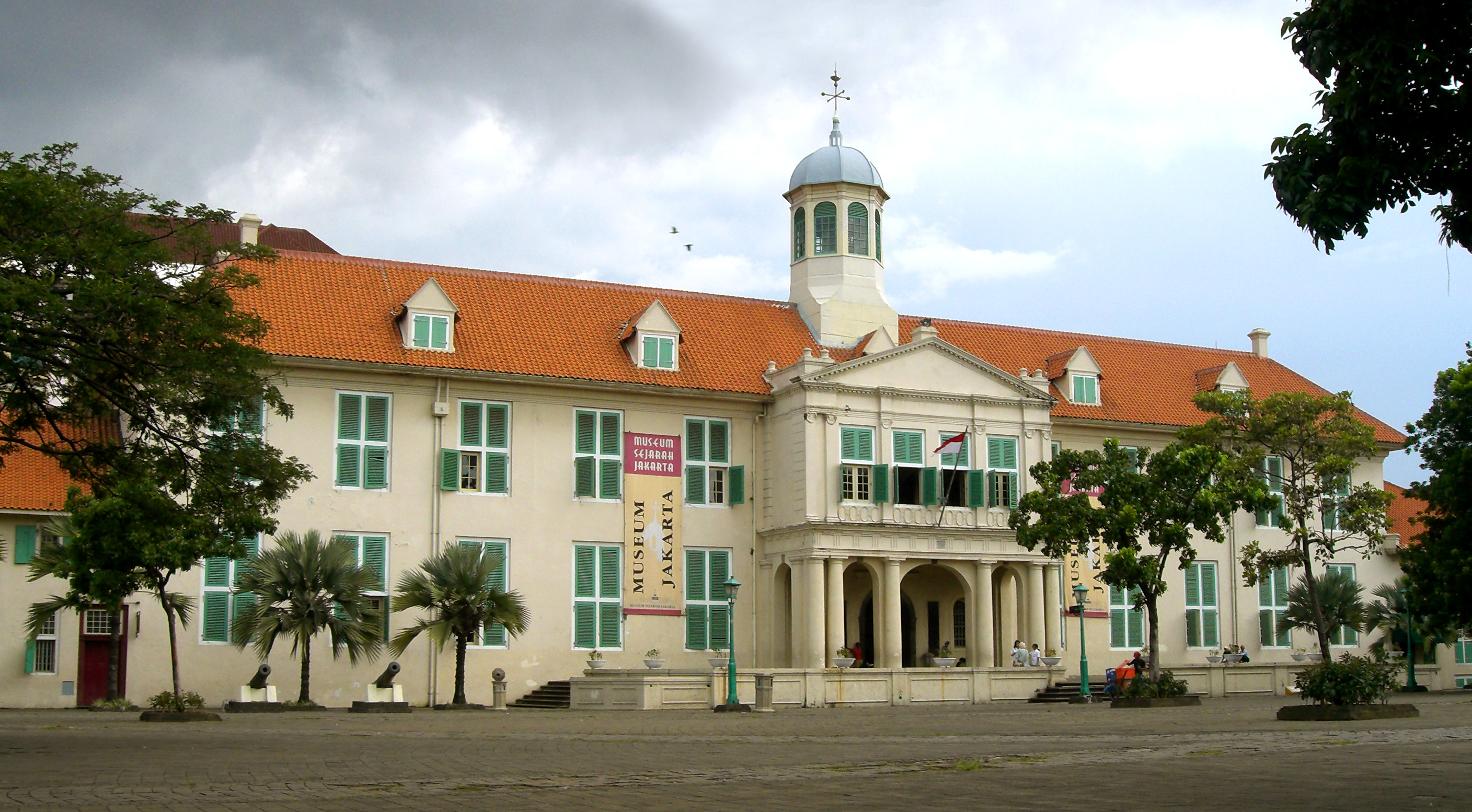
La seu del Governador General de la Companyia Holandesa de les Índies Orientals (VOC), edifici que ara és la seu del Museu Històric de Jakarta.

Jakarta va començar com un petit port al costat d'una muntanya al costat del riu Ciliwung al segle xv. Alguns europeus parlen d'un assentament anomenat Kalapa. Era el major port del regne hindú de Sonda. La primera flota europea que va arribar ho va fer el 1513 quan quatre vaixells portuguesos van atracar procedents de Malaca. Els portuguesos hi arribaren tot buscant una ruta pel comerç de les espècies i, en particular, del pebre. El regne de la Sonda va signar un acord de pau amb Portugal per permetre que el 1522 els portuguesos construïssin un port per tal de defensar-los davant l'augment del poder del Sultanat de Demak, al centre de Java.
La ciutat va ser atacada per un jove guerrer de nom Fatahillah, un dirigent d'un regne veí, i posteriorment, el 22 de juny de 1527, van canviar el nom de Kalapa per Jayakarta.
Els holandesos van arribar a Jayakarta a finals del segle xvi i el 1619 la forces de la Companyia Holandesa de les Índies Orientals, dirigides per Jan Pieterszoon Coen, van conquerir la ciutat. Els holandesos canviaren el nom de la ciutat que es diria Batàvia. Les oportunitats comercials van atraure cap a Indonèsia principalment immigrants xinesos. Es produïren conflictes socials que van augmentar quan el govern colonial va intentar restringir la migració xinesa a través de successives deportacions. El 9 d'octubre de 1740, 10.000 xinesos foren massacrats, i l'any següent els habitants xinesos van ser traslladats a Glodok, fora de les muralles de la ciutat. El 1818 es va completar la zona de Koningsplein, actualment Merdeka Square, i la de Kebayoran Baru, que va ser l'última zona residencial que van construir els holandesos.
Ja al segle xx, els japonesos la van ocupar el 1942, durant la Segona Guerra Mundial, anomenant-la amb l'actual nom de Jakarta. Després de l'ocupació, va haver-hi mobilitzacions que, el 1950, van conduir a l'establiment del primer govern republicà, amb la capital a Jakarta. El president i fundador d'Indonèsia, Sukarno, preveia que Jakarta seria una gran ciutat internacional i, per aquesta raó, incentivà grans projectes finançats pel govern. Els projectes incloïen la construcció dins de Jakarta d'una autopista en forma de fulla de trèvol, un gran boulevard (Jalan Sudirman), monuments com el Monumen Nasional, els principals hotels, i un nou edifici per al parlament.
El 1966, Jakarta va ser declarada un "districte capital" (Daerah khusus ibukota) i, per tant, va obtenir una condició equivalent a la d'un estat. El Tinent General Ali Sadikin en va ser el Governador des de 1966 fins al 1977. Va rehabilitar carreteres i ponts, va impulsar les arts, va construir diversos hospitals, i un gran nombre de noves escoles. Així mateix, va tenir en compte els habitants dels barris pobres en els nous projectes de desenvolupament i va tractar d'eliminar la prohibició dels rickshaws i dels venedors ambulants. També va començar a controlar la migració a la ciutat per tal de frenar l'amuntegament i la pobresa.
La redistribució de la terra i la inversió estrangera va contribuir a un desenvolupament immobiliari que va canviar la fisonomia de la ciutat. El gran desenvolupament va finalitzar amb la crisi financera del sud-est asiàtic del 1997 i 1998. El president Suharto, va començar a perdre el seu control i les tensions van arribar al seu límit el maig de 1998, quan quatre estudiants van ser morts a trets per les forces de seguretat a la Universitat de Trisakti; durant quatre dies de disturbis que es van produir a conseqüència de la pèrdua d'un total estimat de 1.200 vides i 6.000 edificis que van ser danyats o destruïts. Suharto va dimitir com a president, però Jakarta ha seguit sent el punt focal del canvi democràtic a Indonèsia.

## Geografia i clima
La ciutat s'assenta sobre la costa nord-oest de l'illa de Java, al costat del riu Ciliwung a la badia de Jakarta, que és una entrada del mar de Java. La part nord de Jakarta està constituïda damunt d'una terra plana, aproximadament a vuit metres per sobre del nivell del mar, fet que contribueix a fer que es formin les habituals inundacions. La zona sud de la ciutat és més muntanyosa. Hi ha aproximadament tretze rius que conflueixen a Jakarta, sobretot des de les parts muntanyoses del sud de la ciutat cap al nord i en direcció al mar de Java. El riu més important és el Ciliwung, que divideix la ciutat en dues zones, est i oest. Jakarta limita geogràficament amb la província de Java Barat a l'est i amb Banta a l'oest.
Les Mil Illes (Kepulauan Seribu, en indonesi, i Thousand Islands, en anglès), situades a la badia de Jakarta, són una part de la regió administrativa de Djakarta. Són exactament 105 illes que s'estenen al llarg de 45 quilòmetres al nord de la ciutat, encara que l'illa més propera es troba a només uns quilòmetres de terra ferma.
Jakarta posseeix un clima equatorial (Af, d'acord amb el sistema de classificació climàtica de Köppen). Localitzada a la part occidental d'Indonèsia, l'època més plujosa és el gener, amb unes precipitacions mitjanes mensuals de 350 mil·límetres, mentre que l'època més seca és l'agost, amb una mitjana de 60 mil·límetres.
La ciutat té uns alts nivells d'humitat i la temperatura diària oscil·la entre els 25 °C i els 38 °C.

## Administració

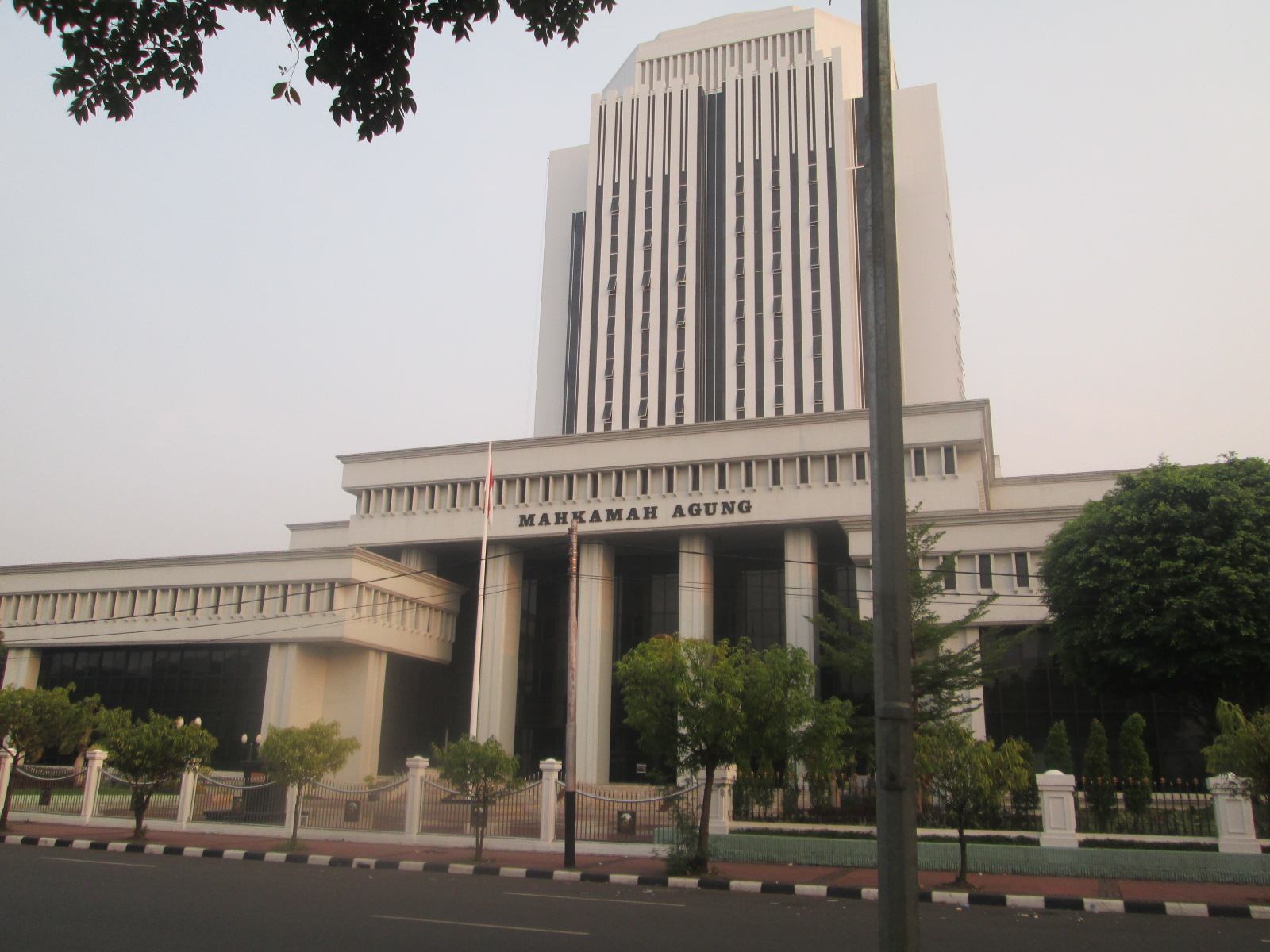
Cort Suprema d'Indonèsia a Jakarta

Oficialment, Jakarta no és una ciutat sinó una província amb l'estatus especial de capital d'Indonèsia. La seva administració és com la de qualsevol altra ciutat Indonèsia. Per exemple, Jakarta té un governador en comptes d'un alcalde, i es divideix en diverses regions amb els seus propis sistemes administratius.
Jakarta com a província està dividida en cinc ciutats (kota), abans municipis, cadascun d'ells dirigit per un alcalde, i una regència (kabupaten) dirigida per un regent. L'agost del 2007, Jakarta va celebrar les seves primeres eleccions per escollir un governador, que van ser guanyades per Fauzi Bowo. Els governadors de la ciutat són elegits prèviament pels parlaments locals. Això forma part de l'impuls del govern indonesi de la descentralització de la política, celebrant en alguns llocs eleccions locals directes.
Llista de ciutats de Jakarta:
- Jakarta Oriental (Jakarta Timur)
- Jakarta Occidental (Jakarta Barat)
- Jakarta Septentrional (Jakarta Utara)
- Jakarta Meridional (Jakarta Selatan)
- Jakarta Central (Jakarta Pusat)

L'única regència de Jakarta són les Mil Illes (Kepulauan Seribu). Són considerades formalment com un subdistricte de Jakarta Septentrional.

## Cultura
Com a capital política i econòmica d'Indonèsia, Jakarta atrau molts turistes estrangers i també habitants del país. Per això, Jakarta és una ciutat cosmopolita i amb una cultura diversa. Molts dels immigrants de la ciutat provenen de diferents parts de l'illa de Java, portant amb ells una barreja de dialectes de les llengües javanesa i sondanesa, així com els seus propis tipus de menjars i productes típics.
Jakarta és a vegades anomenada pels residents estrangers com "El gran durià". El durià (Durio zibethinus) és una fruita tropical amb una olor molt distintiu i un sabor especial. Jakarta és una metròpoli urbana amb molta vida, i és famosa per les aglomeracions, la saturació del trànsit i la disparitat d'ingressos de la població.
Els betawi (Orang Betawi, o gent de Batàvia) és un terme utilitzat per descriure els descendents de la població que viu al voltant de Batàvia i reconeguda com una tribu des dels segles xviii i xix. Els betawi són la majoria descendents de grups ètnics sudasiàtics atrets a Batàvia per necessitats laborals i inclou gent de diverses parts d'Indonèsia. El llenguatge i la cultura d'aquests immigrants són diferents dels sondanesos o els javanesos. La llengua està més relacionada amb un dialecte malai de l'est i enriquit amb préstecs de paraules del javanès, xinès mandarí i àrab. Actualment, els dialectes de Djakarta utilitzats per la població estan vagament relacionats amb la llengua betawi.
També hi ha una comunitat xinesa important que ja porta uns quants segles. Oficialment representen el 6% de la població de Jakarta, encara que és possible que aquesta estimació sigui una mica baixa.
Jakarta té diversos centres d'actuacions com el de Senayan. La música tradicional sol trobar-se en hotels de luxe, incloent-hi el gamelan i el wayang (paraula Indonèsia i malaia per al teatre). Com que la ciutat més habitada i capital del país, Jakarta rep contínuament talents a la recerca de trobar una major audiència i possibilitats d'èxit.
Irònicament, les arts betawi es poden trobar rarament a la ciutat, ja que no estan massa ben considerades, i la majoria d'elles es van traslladar a la rodalia de Jakarta. És més fàcil trobar cerimònies nupcials javaneses, o minang que betawi, igual que predomina més el gamelan javanès que el gamelan kromong –una barreja entre música betawi i música xinesa–, el tranjidor –una barreja entre música betawi i música portuguesa–, o marawis –una barreja entre música betawi i música Yamani–. Tot i així, alguns festivals com el Jalan Jaksa Festival o el Kemang Festival tracten de preservar l'art betawi convidant als artistes més representatius de la cultura betawi.
La concentració de riquesa i influència política a la ciutat és molt més evident en el seu paisatge i cultura, un efecte il·lustrat per la presència a la ciutat de moltes de les principals cadenes de menjar ràpid internacionals.

### Museus

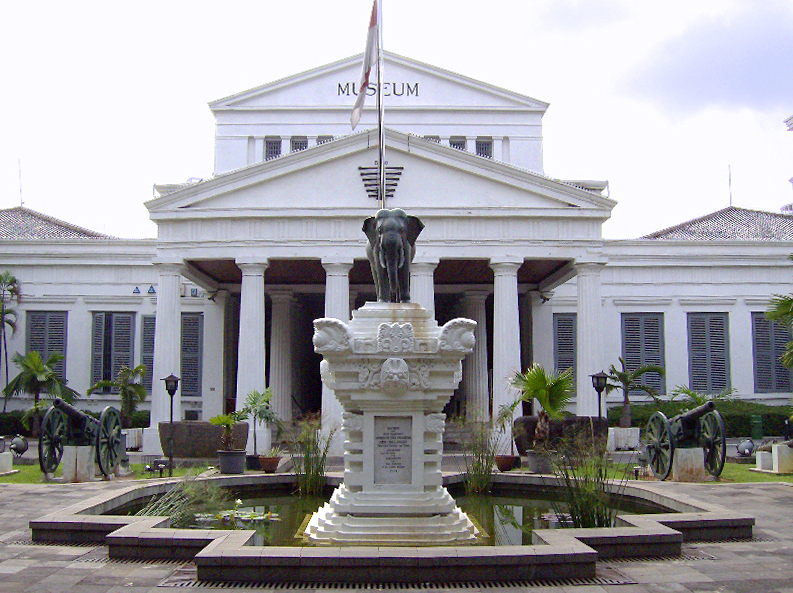
Museu Nacional d'Indonèsia

Els museus a Jakarta es troben bàsicament concentrats a l'àrea de la Plaça Merdeka de Jakarta Central, a la Ciutat Antiga de Jakarta, i a Taman Mini Indonesia Indah.
A la ciutat antiga de Jakarta hi ha els museus que eren antics edificis institucionals de la Batàvia colonial. Alguns d'aquests museus són: el Museu d'Història de Jakarta (antic Ajuntament de Batàvia), el Museu Wayang (antiga església de Batàvia), el Museu de Belles Arts i Ceràmica (antics jutjats de Batàvia), el Museu Marítim (antic magatzem de Sunda Kelapa), el Museu del Banc d'Indonèsia (antic Banc de Java) i el Museu del Banc Mandiri (antic Nederlandsche Handels Maatschappij).
Entre els museus ubicats al Jakarta central al voltant de la plaça Merdeka hi ha: el Museu Nacional d'Indonèsia (també conegut com a Gedung Gajah ("l'edifici elefant"), Monas (Monument Nacional), el Museu Islàmic Istiqlal a la mesquita d'Istiqlal, i el museu de la Catedral de Jakarta a la segona planta de la catedral. També a l'àrea central de Jakarta hi ha el Museu Taman Prasasti (antic cementiri de Batàvia), i el Museu Tèxtila a l'àrea de Tanah Abang.
A l'àrea lúdica de Taman Mini Indonesia Indah, a l'est de Jakarta, hi ha catorze museus, com el Museu Indonèsia, el Museu Purna Bhakti Pertiwi, el Museu Asmat Museum, el Museu Islàmic Bayt al-Qur'an, el Museu Pusaka, i altres museus científics com el Centre d'Informació, Tecnologia i Recerca, el Museu de la Fauna Indonèsia de Komodo, el Museu dels Insectes, el Museu del Petroli i el Gas, així com el Museu del Transport.
Altres museus a destacar són el Museu Militar Satria Mandala, el Museu Sumpah Pemuda, i el Lubang Buaya.

### Religió
El 86% dels habitants de Jakarta són musulmans, que pertanyen pràcticament tots a la branca sunnita, però també hi ha uns pocs centenars de xiïtes. Alguns residents musulmans practiquen una forma particular de l'islam que denominen abang. El 10% de la població són cristians, sent els 6,5% protestants i el 3,5% restant catòlics. El cristianisme va arribar a Indonèsia en el segle xvii a través de missioners holandesos i portuguesos. Els budistes constitueixen el 4% de la població.

## Problemes
Hi ha tot un seguit de problemes que sovint conflueixen. Les línies de ferrocarril estan sobrecarregades, el trànsit intern resulta caòtic i habitualment es col·lapsa i hi ha molta indisciplina. Els centres comercials ofereixen productes que estan fora de l'abast de la majoria de la població. Hi ha superpoblació i molts treballadors hi segueixen emigrant fugint de la pobresa de les zones rurals. Durant l'estació humida la ciutat pateix sovint inundacions. El 1998 hi van haver conflictes per qüestions racials dirigides contra l'ètnia xinesa la qual té un nivell de vida superior a la majoria.

### Sobrepoblació i urbanisme

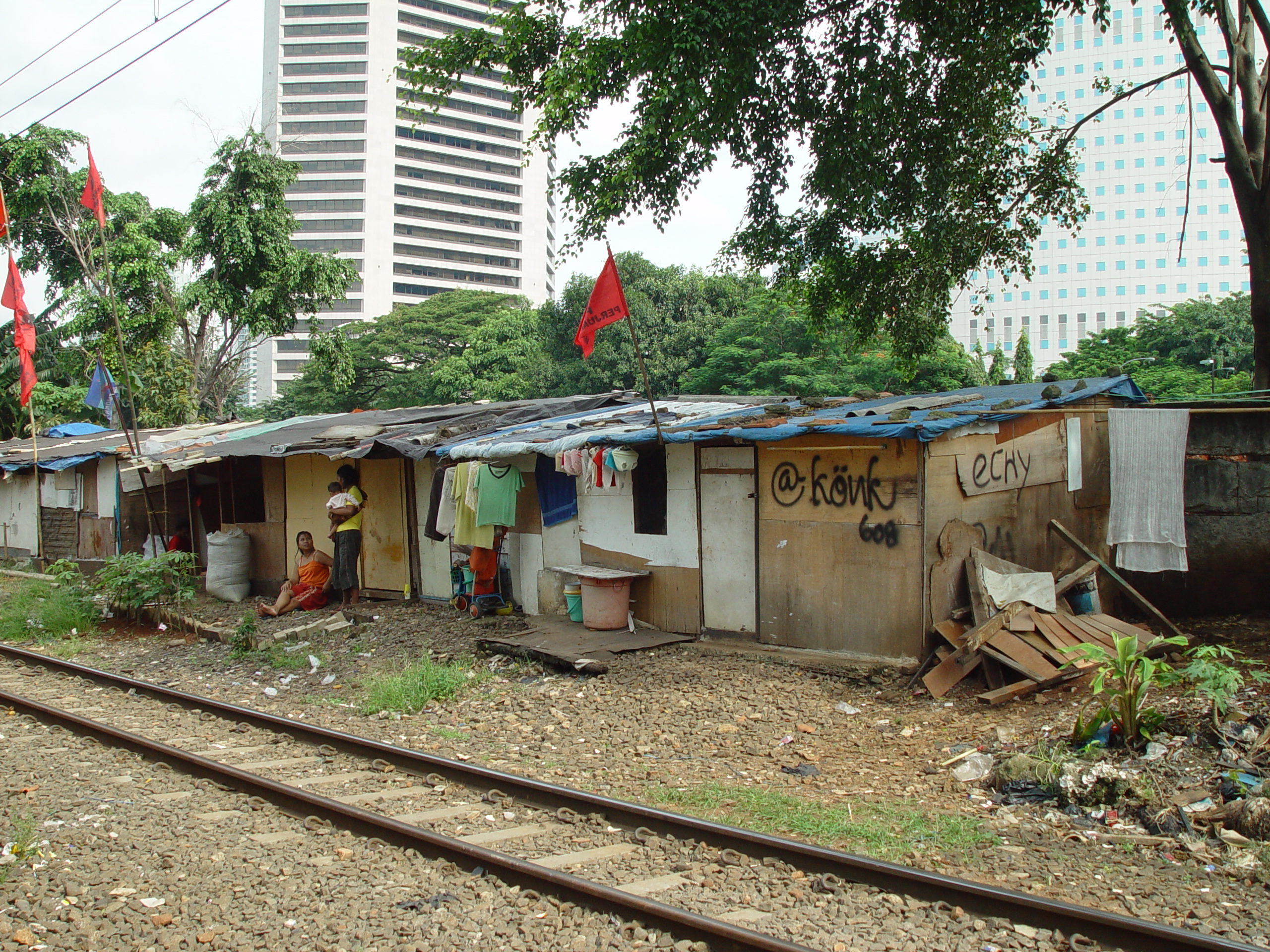
Les dues cares de Jakarta: els gratacels i les barraques. Un terç de la població de Jakarta viu en la pobresa.

Com en moltes de les grans urbs en països encara en via de desenvolupament, Jakarta pateix importants problemes d'urbanització. La població s'ha elevat bruscament dels 1,2 milions el 1960 als 8,8 milions el 2004, comptant només els seus residents legals. La població de la gran Jakarta es calcula que arriba als 23 milions, fent d'ella la quarta àrea urbana més poblada en el món. El vertiginós augment de població va sorprendre al mateix govern, a qui li va sobrepassar la situació i no va poder proporcionar les necessitats bàsiques als seus residents.
La ciutat atrau nombrosos visitants, però, curiosament, quan més poblada està Jakarta és en els dies laborables de la setmana, més que en els caps de setmana, a causa de l'afluència d'habitants que resideixen en altres àrees de Jabotabek. Per la incapacitat del govern de proporcionar un transport adequat a la magnitud de l'urbs, Jakarta pateix greus problemes de saturació de trànsit cada dia. La contaminació atmosfèrica i la gestió de residus són, per tant, altres dels problemes derivats de l'excés d'habitants que pateix Jakarta, una ciutat que el 2025 tindrà una població de 24,9 milions sense tenir els milions d'habitants de les àrees perifèriques. En l'actualitat, un terç dels gairebé nou milions d'habitants de Jakarta viu en la més absoluta pobresa.

### Sanitat i inundacions

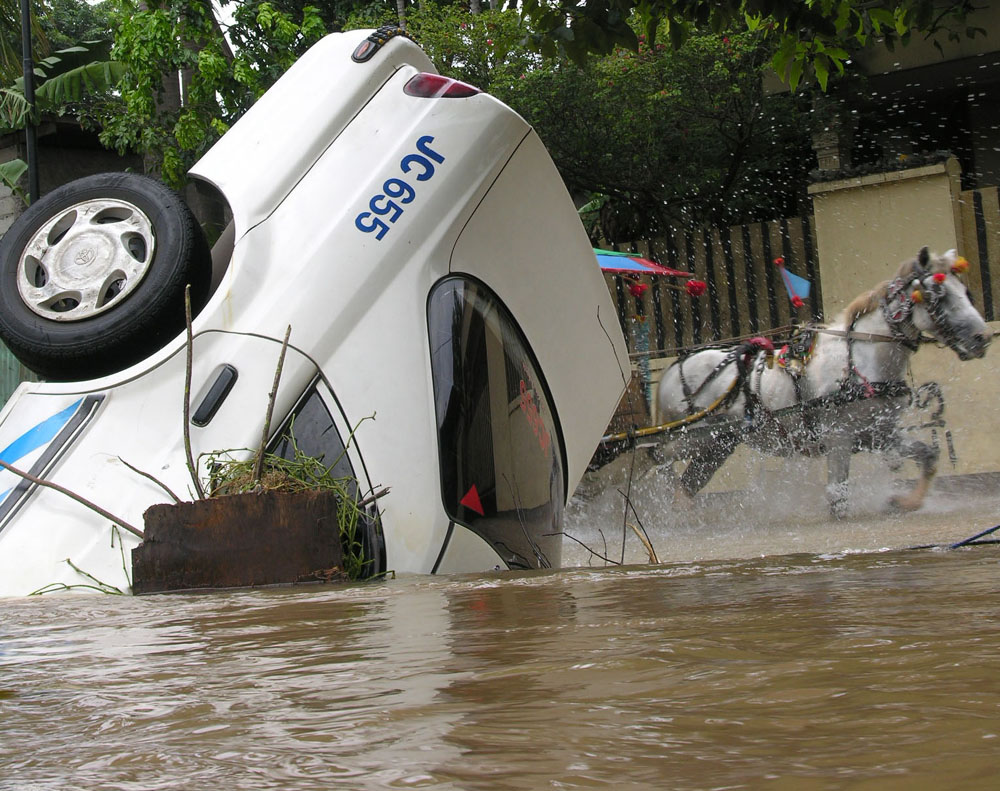
Les terribles inundacions de febrer de 2007 a Jakarta

Un estudi revela que "menys d'un quart de la població rep fonts millorades d'aigua. La resta confia en una varietat de fonts, incloent rius, llacs i venedors privats d'aigua. Poc més de 7,2 milions de persones viuen sense aigua neta ". A més, a causa de les inundacions que solen castigar la ciutat, les possibilitats que malalties com la diarrea i disenteria brots a Jakarta són altes després de les pluges torrencials. Passa el mateix amb moltes altres malalties provocades per rates.
Durant l'època de pluges, Jakarta pateix inundacions a causa de tubs obstruïts d'aigües residuals, desforestació dels ràpidament urbanitzats Bogor i Depok i el fet que el 40% es troba sota el nivell del mar. El 1996 la ciutat va experimentar unes terribles inundacions quan 5.000 hectàrees quedar negats. Tanmateix, les pitjors inundacions que es recorden a la ciutat van passar el febrer de 2007. Les pèrdues quant a infraestructures i els ingressos de l'estat van ser d'almenys 5,2 trilions de rupies (uns 572 milions de dòlars), almenys 80 persones van morir i al voltant de 350.000 habitants es van veure obligats a deixar les seves llars. Més del 60% de l'àrea total de Jakarta quedar completament inundada i el nivell de l'aigua va arribar a assolir quatre metres d'alçada en algunes zones de la ciutat.

## Transport

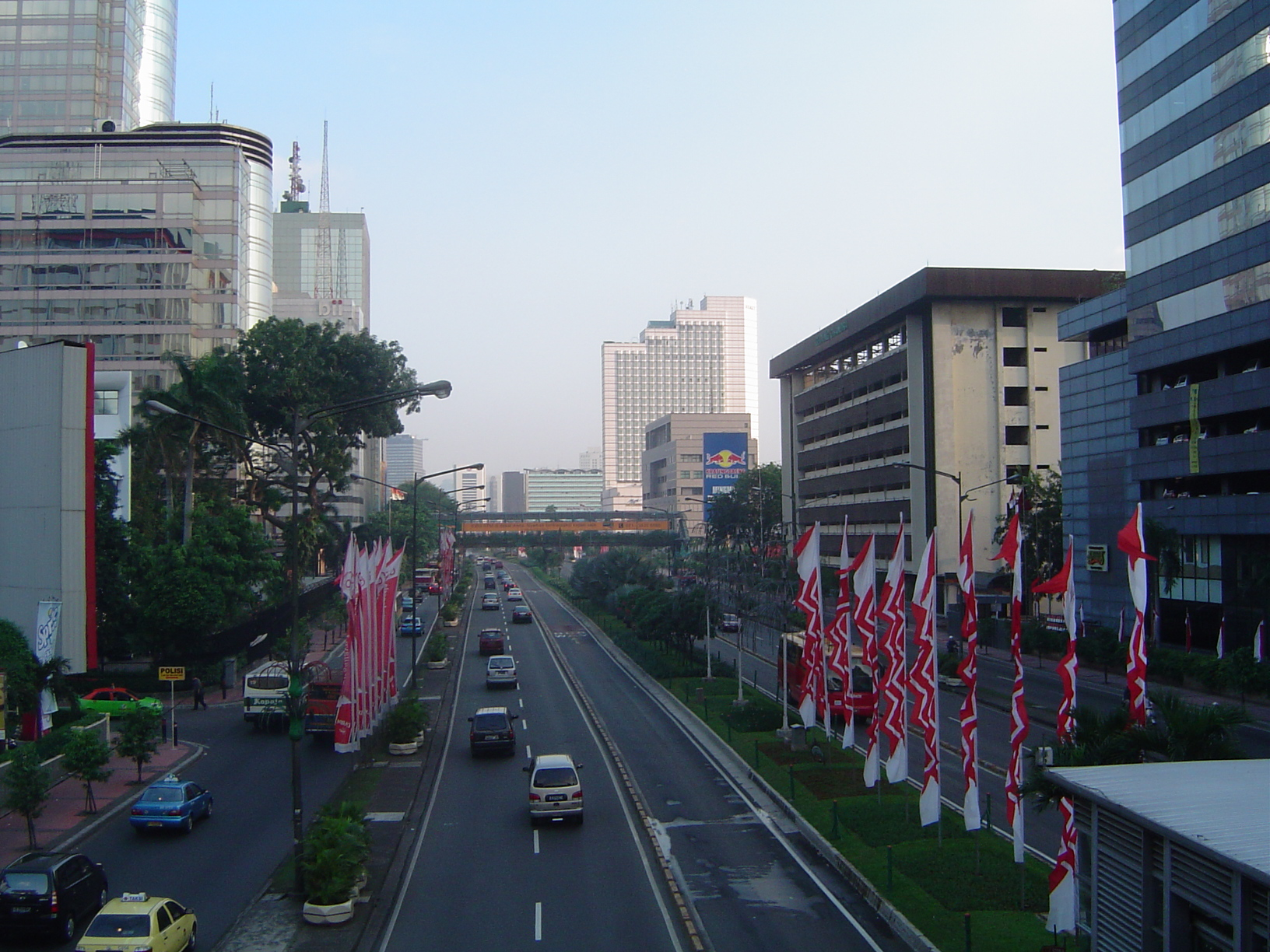
Centre de Jakarta

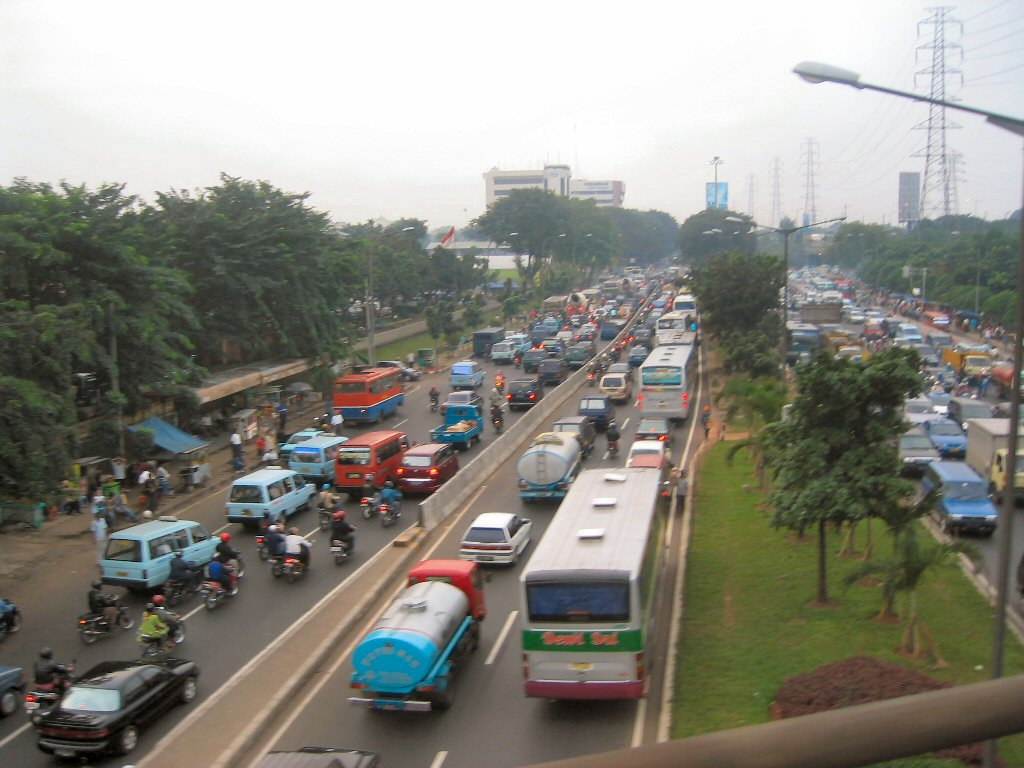
Imatge del caòtic trànsit de Djakarta en hora punta

Jakarta és una de les ciutats més poblades del món i pateix d'estressants problemes de transport. A Indonèsia la majoria del transport és proporcionat per hem, que són minibusos de gestió privada.

### Carretera
Tot i que existeixen àmplies carreteres, Jakarta pateix de la congestió a causa del trànsit pesant, especialment en el districte central de negocis. Per reduir els embussos de trànsit, algunes de les principals carreteres a Jakarta tenen l'anomenada regla de "tres en un", la qual entra en funcionament durant hores punta; es va introduir per primera vegada el 1992 i prohibeix que hi hagi menys de tres passatgers per cotxe en determinades carreteres.
Les carreteres de Jakarta són conegudes per les seves indisciplinats conductors en els seus comportaments al volant i unes lleis de transport que es trenquen amb la impunitat i la corrupció policial de manera molt habitual. Les línies pintades a la carretera són considerats com a simples suggeriments, i és freqüent trobar quatre o cinc vehicles de front en carreteres de dos carrils per sentit. A més, en els darrers anys el nombre de motocicletes als carrers ha crescut gairebé exponencialment. El vast mar dels petits, motocicletes d'entre 100-200 cc, creen molt de trànsit, soroll i contaminació de l'aire que afecten a Jakarta de manera directa.
Els autorickshaw, anomenats Bajaj en indonesi, proporcionen el transport local en algunes parts de la ciutat. Des de començaments dels anys 1940 a 1991 van ser una forma comú de transport local a la ciutat. El 1966, es va estimar que 160.000 rickshaws operaven a la ciutat i el quinze per cent la mà d'obra total de Jakarta es dedicava a la conducció de rickshaws. El 1971, van ser prohibides les rickshaws de les principals carreteres, i poc després el govern va intentar una prohibició total, la qual cosa va reduir substancialment el seu nombre, però no la seva completa eliminació. Una campanya especialment agressiva per eliminar triomfar finalment entre 1990 i 1991, però durant la crisi econòmica de 1998 alguns van tornar aprofitant la poca efectivitat d'aquest govern per controlar aquests mitjans de transport. Una de les darreres apostes per reduir el caos en el trànsit de la ciutat va ser la de plantejar autopistes elevades i de peatge a l'estil de Bangkok i Xangai, dues megalòpolis asiàtiques amb els mateixos problemes de trànsit. A partir de 2009 es construiran més de 70 quilòmetres de carreteres elevades i per això es invertirà 40 bilions de rupies, uns 4.200 milions de dòlars.
El servei de TransJakarta opera mitjançant una línia d'autobús especial anomenada busway. La xarxa de busway és ideal per a rutes molt congestionades de la ciutat i és, relativament, una alternativa eficaç per als viatges a Jakarta. La construcció del segon i tercer recorregut del busway es va completar el 2006, unint els kecamatanes de Pulo Gadung i Kalideres. La ruta entre el centro comercial Blok M i l'estació Jakarta Kota porta operativa des de gener de 2004.
D'altra banda, s'està construint una carretera de circumval lació i estarà operativa, en part, en els subdistrictes de Cilincing-Cakung-Passar Rebo-Pondok Pinang-Daan Mogot-Cengkareng. Una carretera de peatge connecta jakarta con l'aeropuerto internacional Soekarno-Hatta al nord de la ciutat. També connectat via carretera de peatge serà el port de Merak i Tangerang amb l'oest, i Bekasi, Cibitung, Karawang, Purwakarta i Bandung amb l'est.

### Ferrocarril i aeroport
Encara existint ferrocarril, el servei que proporciona no és el necessitat per la població. En hores punta els trens van sobrecarregats. Les línies connecten la ciutat central amb la seva àrea metropolitana: Depok i Bogor al sud, Tangerang i Serpong l'oest i Bekasi, Karawang i Cikampek all aquest. Les estacions de ferrocarril estan en Gambir, Jatinegara, Manggarai i Jakarta Kota.
L'únic aeroport comercial de Djakarta és el Aeropuerto Internacional Soekarno-Hatta; conjuntament amb l'aeroport de Ngurah Rai de Bali, són els dos grans aeroports d'Indonèsia.

## Educació

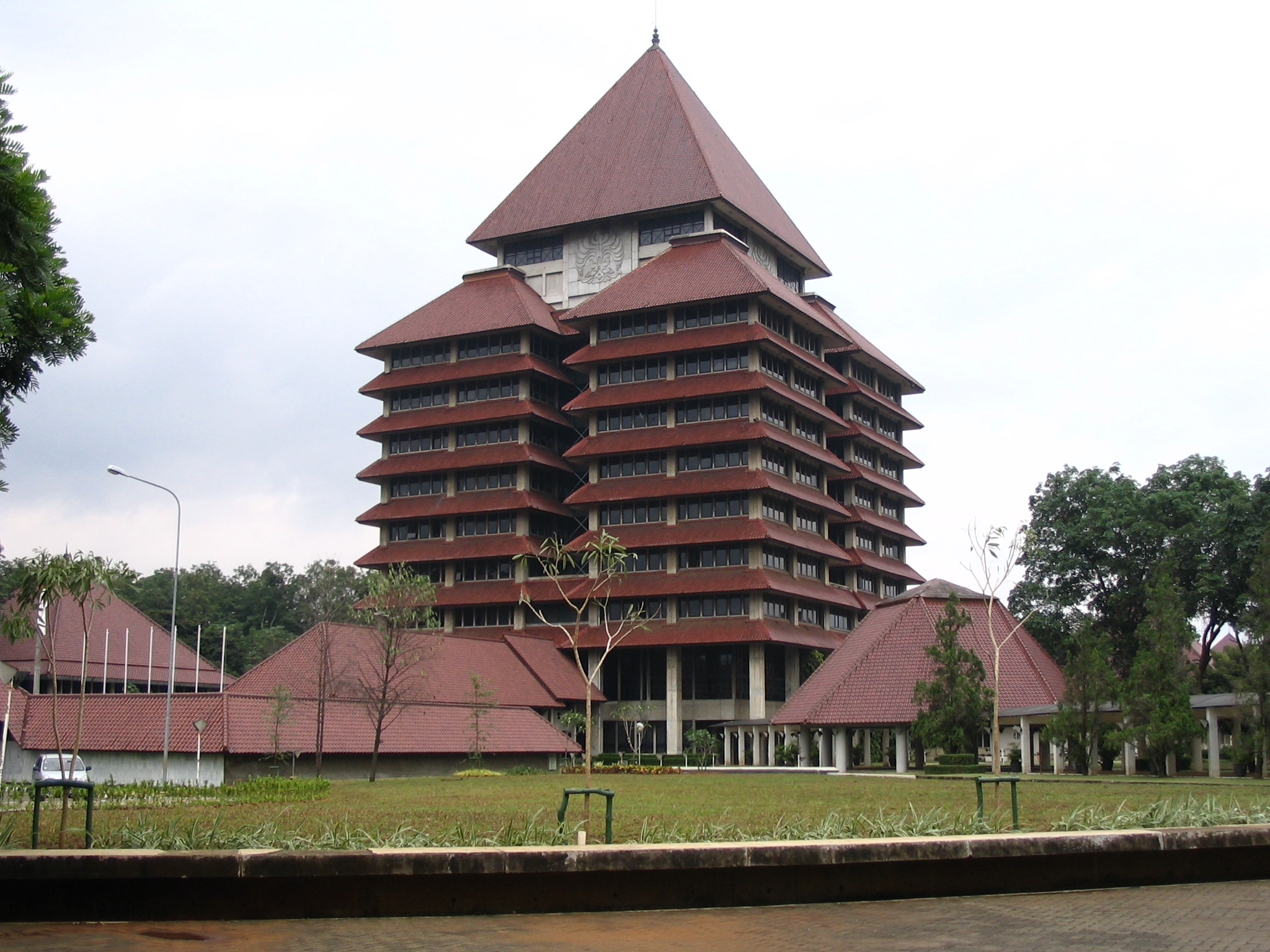
Edifici administratiu de la Universitas Indonesia

Com a capital i com la major ciutat del país, Jakarta atrau una gran quantitat d'estudiants de tota Indonèsia. De manera semblant a altres grans ciutats de països asiàtics en desenvolupament, hi ha moltes escoles professionals. Per a l'educació bàsica, hi ha una gran varietat d'escoles primàries i secundàries, dividides en públiques, privades i escoles internacionals. Dues de les principals escoles internacionals situades a Jakarta són l'Escola Internacional de Jakarta i l'Escola Internacional Commemorativa de Gandhi.
La ciutat és seu de nombroses universitats, de les quals la més antiga, impulsada pel govern, és la Universitat d'Indonèsia (UI); de les moltes universitats privades la més antiga és l'Universitas Nasional (UNES). Les següents universitats tenen seu a Jakarta:
- Universitas Indonèsia
- Universitas Trisakti
- Universitas Bina Nusantara
- Universitas Kristen Indonèsia
- Universitas Muhammadiyah Jakarta
- Universitas Katolik Indonèsia Atma Jaya
- Universitas Jayabaya
- Universitas Gunadarma
- Universitas Pembangunan Nasional

## Personatges il·lustres
- Olga Syahputra
- Jessica Iskandar